# ایوانئیتسا
ایوانئیتسا (به لاتین: Ivanjica) یک شهر در صربستان است که در ناحیه موراویتسا واقع شده‌است. ایوانئیتسا   ۴۶۸ متر بالاتر از سطح دریا واقع شده‌است.